# Sheep (jeu vidéo)
Pour les articles homonymes, voir Sheep.
Sheep est un jeu vidéo de réflexion développé par Minds Eye Productions et édité par Empire Interactive, sorti en 2000 sur PlayStation et Windows. Des versions Game Boy Advance et Mac OS ont aussi vu le jour.

## Système de jeu
Le principe du jeu est de guider des moutons à travers des niveaux conçus pour qu'ils n'en ressortent pas vivant ! Le but est de guider les moutons au travers des niveaux et d'en ramener un maximum intact (généralement 10) à la fin.
Le jeu comporte 7 mondes différents avec à chaque fois 4 "niveaux". Dans chaque niveaux il y a un mouton d'or qu'il faut essayer de trouver pour débloquer un niveau bonus si à la fin du monde on a récolté les 4 moutons d'or. Il y a un monde de quatre niveaux pour s'entraîner et comprendre comment jouer.
Le joueur ne dirige pas directement les moutons mais un des quatre personnages du jeu. Globalement, les moutons se déplacent en troupeau et avancent lorsque le joueur s'approche d'eux, ce qui permet de les diriger, mais il faut faire attention à ne pas les disperser car un mouton de perdu c'est l'assurance de le retrouver en purée (passage à la broyeuse), en botte de paille (moissonneuse batteuse), ou en cendre (lance flamme).
Le jeu comporte 28 niveaux de difficulté croissante.

## Graphismes
Le jeu est en 2D, vue isométrique, avec un scrolling multi-directionnel.

## Réception critique
La plupart des critiques ont retenu de ce jeu le plaisir qu'il procurait malgré des graphismes techniquement dépassés et à l'opposé de ce à quoi l'industrie du jeu vidéo tentait d'approcher.
« Sheep est un bon petit jeu, sans prétention mais très sympathique. Ceux qui feront l'effort d'oublier la relative pauvreté technique s'amuseront sans problème. » — Akboo, Joystick, décembre 2000.

## Publicité
La publicité du jeu a été portée par le slogan « Saurez-vous résister à leur stupidité artificielle ». L'affiche du jeu représente un mouton avec comme labels « Garanti 100 % stupide - Appellation d'origine incontrôlée » ou « Nourri aux farines hallucinogènes ».

## À noter
Sheep a été réédité en téléchargement sur PlayStation 3 et PlayStation Portable au Royaume-Uni en 2008.